# Olga Bergholz
Olga Fjodorovna Bergholz (ryska: Ольга Фёдоровна Берггольц, på ryska Berggolts), född 3 maj (16 maj ns.) 1910 i S:t Petersburg, död 13 november 1975 i Leningrad, var en rysk sovjetisk poet, författare, dramatiker och krigsjournalist.
En krater på Venus har fått sitt namn efter henne. 